# Jeannette Guyot
Jeannette Guyot (26 février 1919 - 10 avril 2016) est une résistante française. Elle est l’une des deux seules femmes titulaires de la Distinguished Service Cross, obtenue durant la Seconde Guerre mondiale. Elle participe au plan Sussex et à la mission Pathfinder.

## Biographie
Louise Raymonde Jeanne « Jeannette » Guyot naît le 26 février 1919 à Chalon-sur-Saône, d'un père marchand de bois et d'une mère couturière. Sa famille s'engage dans la Résistance, ce qui vaut à ses deux parents d'être déportés. Elle-même rejoint la France libre en septembre 1941. Sa première participation à un réseau clandestin consiste à faire exfiltrer des agents et des civils vers la zone libre. Au fur et à mesure de son investissement dans le réseau, elle devient un agent de liaison chargé de transmettre des informations à la France libre. En février 1942, elle est arrêtée par la Gestapo mais est libérée faute de preuve.
Elle rejoint alors le réseau Confrérie Notre-Dame (C.N.D.) commandé par le colonel Rémy. En juin 1942, le réseau est trahi et Jeannette Guyot s'enfuit vers Lyon puis vers l'Angleterre. Elle porte alors le nom de Jeannette Gauthier. Elle fait alors partie des 120 volontaires formés pour participer au plan Sussex.
Le 8 février 1944 est annoncée l'opération Calanque. Après de multiples tentatives abordés face aux conditions météorologiques, elle est finalement parachutée à Loches avec trois autres résistants, Marcel Saubestre, Georges Lasalle et Pierre Binet afin de mettre en place une cellule de recherche de zone de parachutage et de caches pour les soldats qui seront parachutés par la suite.
Après la guerre, elle se retire de la vie publique et meurt le 10 avril 2016 à 97 ans à Gueugnon après une vie au service de la France. Le quotidien britannique The Daily Telegraph lui consacre une page entière pour lui rendre hommage.
La 45e promotion de l'institut régional d'administration de Nantes s'est baptisée en son honneur (2017).
Le 22 août 2019, l'école élémentaire de Génelard est baptisée « École Jeannette Guyot »,. Les lycées Thomas Dumorey et Camille du Gast de Chalon sur Saône ont fusionné pour devenir le lycée Jeannette Guyot.

## Distinctions

### France
- Chevalier de la Légion d'honneur[12] ;
- Croix de guerre 1939–1945 avec palmes[12] ;
- Médaille de la résistance[Quand ?][6].

### Royaume-Uni
- Médaille de George[12] ;

### Etats-Unis
- Distinguished Service Cross (DSC), 1945[13],[14] ; une des deux femmes ayant obtenu cette médaille, avec Virginia Hall[6].